# ان‌جی‌سی ۱۸۵۱
ان‌جی‌سی ۱۸۵۱ (انگلیسی: NGC 1851) یک خوشه ستاره‌ای کروی نسبتاً بزرگی در صورت فلکی جنوبی کبوتر است. این خوشه در فاصله ۳۹٫۵ هزارسال نوری از خورشید و ۵۴٫۱ هزارسال نوری از مرکز کهکشان راه شیری قرار دارد. خروج از مرکز مداری این خوشه ۰٫۷ است که مقداری معمول نیست.
اان‌جی‌سی ۱۸۵۱ حدود ۹٫۲ میلیارد سال عمر و جرمی حدود ۵۵۱٬۰۰۰ برابر جرم خورشید دارد.